# Körmendy János (színművész)
Körmendy János (Tata, 1863. január 15. – Budapest, Józsefváros, 1937. augusztus 15.) színész.

## Életpályája
Törvénytelen gyermekként született, édesanyja Körmendy Juliánna (Szabó Sándor szabómester neje). 1863. január 16-án keresztelték. Bogyó Alajos társulatában lépett fel először 1882. július 10-én, ezután 1884-ben Krecsányi Ignácnál játszott Debrecenben, majd 1885-ben Mészáros Kálmánhoz, 1886-ban pedig Ditrói Mórhoz került. 1889-ben Aradi Gerőnél játszott, 1891-ben pedig visszakerült Krecsányi Ignáchoz. 1895-től Pozsonyban, 1899-től 1902-ig a szegedi színházban, 1903-tól a Király és a Magyar Színházban játszott. 1924 és 1929 között kizárólag a Magyar Színházban lépett színpadra. 1926-ban meghívást kapott az Operaháztól. 1929 után nem volt szerződése. 1931-ben a Fővárosi Operettszínházban, 1932-ben a Vígszínházban, 1933-ban pedig a Magyar Színházban láthatta a közönség. Jellemszínészként működött, markáns egyéniségként tartották számon. Szerepelt filmekben is. Halálát érelmeszesedés okozta. Felesége Marosi Irén volt.

## Fontosabb színházi szerepei
- Petur bán, Tiborc (Katona József: Bánk bán)
- Gonosz Pista (Tóth Ede: A falu rossza)
- Peták (Csepreghy Ferenc: A piros bugyelláris)
- Háry János (Kodály Zoltán: Háry János)
- Gyarmati (Tót leány)
- Daxelmayer (Aranykakas)
- Lőrinc (Shakespeare: Romeo és Júlia)
- Marosán Bogdán (Szabin nők)
- Falmbeau Seraphin (Sasfiók)
- Pengő kovács (Sári bíró)
- Zsifkovics (Sárga liliom)
- Boltay János (Egy magyar nábob)
- Kampós (Új földesúr)
- Bejczi Péter (Búzavirág)
- Zsiga bácsi (Mihályné két lánya)

## Filmjei
- A szerencse fia (1916) - Varga szabó
- A koldusgróf (1917) - Stepl kolduselnök
- Melodie das Herzens (1929) - Kovács édesapja
- Rákóczi induló (1933)